# Zawidz
Zawidz è un comune rurale polacco del distretto di Sierpc, nel voivodato della Masovia.
Ricopre una superficie di 186,09 km² e nel 2004 contava 7 030 abitanti.